# Кочо Хаджиманов
Кочо Хаджиманов – Струдлижанчето (правопис до 1945 година: Кочо Хаджи Мановъ) е български революционер, войвода на Вътрешната македоно-одринска революционна организация и Върховния македоно-одрински комитет.

## Биография
Кочо Хаджиманов е роден в Струмица, в гъркоманско семейство. Присъединява се към ВМОРО и от 1904 година е четник при Христо Чернопеев. Между 1907 и 1908 година е полски войвода в Прилепско. По решение на организацията екзекутира трима братя ханджии, чрез които сръбската пропаганда набира сила в района. За него е песента „Тръгнал е Пано войвода хайде, по Прилепските жадиня“. След Хуриета в 1908 година се легализира в Струмица, но в края на 1909 година минава нелегален и заедно с Христо Чернопеев, Михаил Думбалаков и Костадин Самарджиев – Джемото работи за възстановяване на революционната мрежа в Струмишки революционен окръг. В началото на 1910 година четиримата минават в България и Кочо Хаджиманов е временно интерниран във Враца заедно с Джемото по настояване на османските власти, но скоро четиримата отново се събират в София.
В началото на 1911 година с чета навлиза в Струмишко.
През Балканската война Кочо Хаджиманов е войвода на чета № 8 на Македоно-одринското опълчение и действа с нея в Струмишко и Поройско, заедно с четата на Михаил Думбалаков. Хаджиманов убива струмишкия войвода на ВМОРО Иван Николаев, с когото има стара вражда.
| Чета № 8 на МОО с командир Кочо Хаджиманов | Чета № 8 на МОО с командир Кочо Хаджиманов | Чета № 8 на МОО с командир Кочо Хаджиманов | Чета № 8 на МОО с командир Кочо Хаджиманов | Чета № 8 на МОО с командир Кочо Хаджиманов | Чета № 8 на МОО с командир Кочо Хаджиманов |
| Номер                                      | Име                                        | Години                                     | Околия                                     | Селище                                     | Бележки                                    |
| ------------------------------------------ | ------------------------------------------ | ------------------------------------------ | ------------------------------------------ | ------------------------------------------ | ------------------------------------------ |
| -                                          | Александър Талев                           | 38                                         | Охридско                                   | Охрид                                      |                                            |
| -                                          | Георги Антонов                             | 38                                         | Брезнишко                                  | Бегуновци                                  | бронзов медал                              |
| -                                          | Георги Коцов                               | 27                                         | Белослатинско                              | Вировско                                   | бронзов медал                              |
| -                                          | Григор Якимов                              | 38                                         | Прилепско                                  | Прилеп                                     | орден „За храброст“ IV степен              |
| -                                          | Иван Н. Райков                             | 29                                         | Копривщенско                               | Копривщица                                 | орден „За храброст“ IV степен              |
| -                                          | Коста Талев                                | 35                                         | Битолско                                   | Битоля                                     | орден „За храброст“ IV степен              |
| -                                          | Петър Д. Дуков                             | 27                                         | Охридско                                   | Охрид                                      | сребърен медал                             |
| -                                          | Стоян (Устиян) Д. Дуков                    | 20                                         | Охридско                                   | Охрид                                      | бронзов медал                              |
| -                                          | Христо Г. Ковачев                          | 37                                         | Радовишко                                  | Радовиш                                    | бронзов медал                              |
| -                                          | Янаки Абрашев                              | 23                                         | Струмишко                                  | Струмица                                   |                                            |